# Tujona
La tujona, thuyona o thujona es una sustancia presente en el aceite esencial de algunas plantas (notoriamente el ajenjo) relacionado químicamente con el alcanfor. Posee acción analéptica y convulsivante.

## Historia
A mediados de 1800 el Dr. Valentin Magnan probó aceite de ajenjo en animales y descubrió que les provocaba ataques epileptoides que eran distintos de los causados por el alcohol, dado que estudiaba los efectos del alcoholismo. Magnan estudió 250 alcohólicos, notando que los que ingerían la bebida de ajenjo (absenta) padecían de alucinaciones y convulsiones. Con el tiempo, se supo que la tujona era la causa de las reacciones. 
Tiempo después, la bebida de ajenjo fue prohibida y la investigación se detuvo hasta 1970 cuando la revista Nature publicó un artículo donde se comparaba la forma molecular de la tujona con la del THC y lanzaba la hipótesis de que debía actuar de la misma manera en el cerebro. Debido a esto, se creó el malentendido de que la tujona es un cannabinoide.

## Descripción
La tujona es una cetona monoterpénica bicíclica saturada que en la naturaleza existe en dos formas esteroisómeras, α-tujona con el número CAS 546-80-5 y la d-Isotujona, con el número CAS 471-15-8. Hierve a 201 °C y es insoluble en agua, pero fácilmente soluble en etanol y éter.

## Farmacología
La tujona actúa sobre los receptores del GABA (Ácido gamma-aminobutírico) en el cerebro. Dada la forma tipo cannabinoide de la molécula, durante mucho tiempo se pensó que la tujona, en sus diversos isómeros, activaba los mismos receptores del tetrahidrocannabinol sin embargo, estudios recientes dieron cuenta de la falsedad de este razonamiento.
La tujona, sobre todo el isómero alfa, el más potente de los dos tipos, inhibe los receptores que activan las neuronas, por lo que se presentan  espasmos musculares y convulsiones. Por esta razón, a principios de los años 60, los farmacólogos usaban la tujona como droga de prueba en programas de tamizado anticonvulsivante. En los animales, esta droga acorta el tiempo del sueño inducido por barbitúricos. Al mismo modo que la anfetamina, la tujona causa un incremento en la actividad espontánea de los roedores.

## Toxicología
Presenta elevada toxicidad y puede ser letal. Exámenes toxicológicos han encontrado que la dosis letal media en ratones es de 45 mg por kilogramo de peso, sin reportes de muertes para menos de 30 mg, pero por encima de los 60 mg resultó mortal en el 100% de la población de especímenes de prueba. Se descubrió que un pretratamiento con diazepam o fenobarbital (conocidos antiepilépticos) tiene un efecto protector contra una dosis de tujona de hasta 100 mg/kg (para una persona de 80 kg, 8 g de tujona).
Se sabe que la tujona es tóxica para el hígado y el cerebro en caso de una sobredosis.

## Uso terapéutico
El árbol sandaraca, que contiene tujona, es utilizado en medicina herbolaria dados los efectos positivos en la estimulación del sistema inmunitario. Sin embargo, los efectos secundarios del aceite esencial incluyen desde ansiedad hasta insomnio. Se une a esto el hecho de la posible toxicidad de la d-Isotujona.